# 8780 Forte
8780 Forte è un asteroide della fascia principale. Scoperto nel 1975, presenta un'orbita caratterizzata da un semiasse maggiore pari a 2,2228198 UA e da un'eccentricità di 0,2054579, inclinata di 3,77256° rispetto all'eclittica.
L'asteroide è dedicato all'astronomo argentino Juan Carlos Forte.